# Пинъи
Пинъи́ (кит. упр. 平邑, пиньинь Píngyì) — уезд городского округа Линьи провинции Шаньдун (КНР).

## История
В древние времена в северной части этих земель располагалось царство Чжуаньюй (颛臾国). В VI веке до нашей эры, когда эти земли входил в состав царства Лу, они были выделены в кормление государственному деятелю Цзи Пин-цзы (季平子).
При империи Западная Хань здесь было создано удельное владение, получившее в честь Цзи Пин-цзы название «кормление Пина» — Пинъи (平邑侯国); в его состав входили уезды Наньуян (南武阳县) и Наньчэн (南城县). Во времена диктатуры Ван Мана удельное владение было ликвидировано, а уезд Наньуян был переименован в Хуаньсюань (桓宣县). При империи Восточная Хань уезду Хуаньсюань было возвращено название Наньуян. При империи Лю Сун уезд Наньуян был переименован в Уян (武阳县). При империи Северная Ци уезд Наньчэн был присоединён к уезду Уян. При империи Суй в 598 году уезд Уян был переименован в Чжуаньюй (颛臾县). При империи Тан в 627 году уезд Чжуаньюй был присоединён к уезду Фэйсянь.
В годы войны с Японией эти места стали зоной активной партизанской деятельности китайских коммунистов, которые создали собственные органы власти. Зоны ответственности этих органов определялись нуждами оперативной обстановки и не совпадали с довоенными административными границами. После войны ряд этих структур были трансформированы в уезды — в частности, в 1946 году появился уезд Пинъи, который в 1949 году вошёл в состав Специального района Тэнсянь (滕县专区).
В 1953 году уезд Пинъи был передан в состав Специального района Линьи (临沂专区). В 1967 году Специальный район Линьи был переименован в Округ Линьи (临沂地区).
Указом Госсовета КНР от 17 декабря 1994 года были расформированы Округ Линьи и городской уезд Линьи, а вместо них был образован городской округ Линьи.

## Административное деление
Уезд делится на 1 уличный комитет и 13 посёлков.

## Экономика
Посёлок Дифан (Difang, 地方镇) известен в стране как «столица консервированных фруктов» — здесь производится треть от общего объёма консервированных фруктов и овощей Китая. Продукция из поселка Дифан экспортируется в более чем 50 стран Европы, Америки, Юго-Восточной Азии, а также в Австралию и Новую Зеландию.